# Tor putitora
El masheer (Tor putitora) es una especie de peces de la familia Cyprinidae en el orden de los Cypriniformes.

## Morfología
Los machos pueden llegar alcanzar los 275 cm de longitud total y los 54 kg de peso.

## Hábitat
Es un pez de agua dulce.

## Distribución geográfica
Se encuentra en  Afganistán, Pakistán, India, Nepal, Bangladés, Malasia y Birmania .